# Franklinville (New York)
Ne doit pas être confondu avec Franklinville (village, New York).
Pour les articles homonymes, voir Franklinville (homonymie).
Franklinville est une ville située dans le comté de Cattaraugus, État de New York, États-Unis.

## Personnalités liées à Franklinville
- William E. Mason (1850-1921) : avocat, représentant et sénateur de l'Illinois y est né